# Naso vlamingii

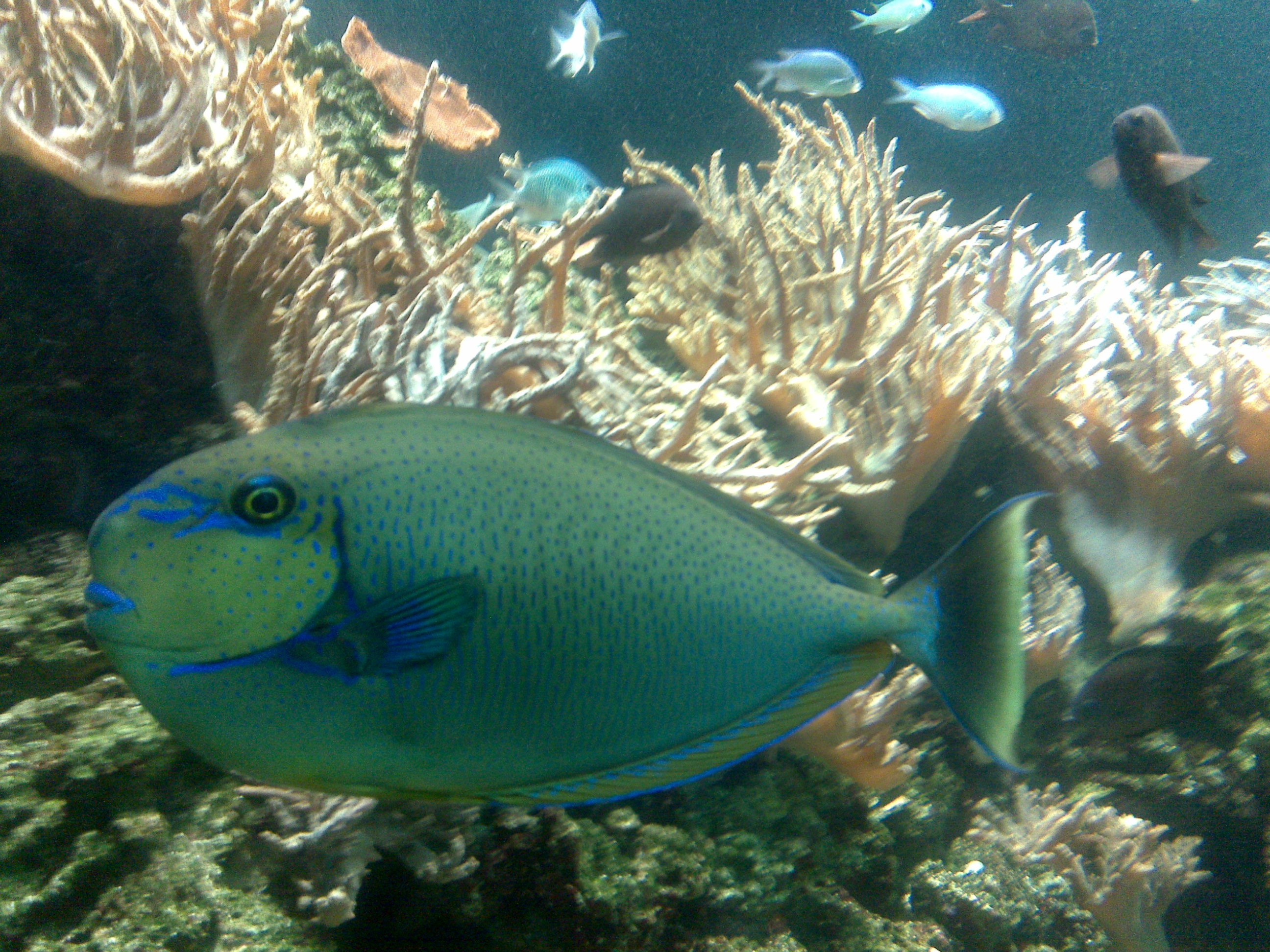
Exemplar al zoo de Londres

Naso vlamingii és una espècie de peix pertanyent a la família dels acantúrids.

## Descripció
- Pot arribar a fer 60 cm de llargària màxima.
- 6 espines i 26-27 radis tous a l'aleta dorsal i 3 espines i 27-29 radis tous a l'anal.
- Té la capacitat de mostrar o amagar les seues marques blaves.[3]

## Alimentació
Menja zooplàncton.

## Hàbitat
És un peix marí, associat als esculls i de clima tropical (24 °C-28 °C; 30°N-30°S, 30°E-89°W) que viu entre 1 i 50 m de fondària.

## Distribució geogràfica
Es troba des de l'Àfrica oriental fins a les illes Galápagos, incloent-hi el sud del Japó, el sud de la Gran Barrera de Corall, Nova Caledònia, les Tuamotu i la Micronèsia.

## Observacions
És inofensiu per als humans.